# Thronebreaker: The Witcher Tales
Thronebreaker: The Witcher Tales est un jeu vidéo de rôle au fort aspect de jeu de cartes à collectionner, développé par le studio polonais CD Projekt RED et sorti le 23 octobre 2018. Inspiré d'un mini-jeu disponible dans The Witcher 3: Wild Hunt (2015), le jeu est fondé sur l'univers littéraire du Sorceleur créé par l'écrivain polonais Andrzej Sapkowski.
Initialement conçu pour être ajouté au free-to-play Gwent: The Witcher Card Game en tant que campagne scénaristique à jouer en solo, Thronebreaker est finalement annoncé à l'automne 2018 comme un jeu à part entière.

## Trame
Le jeu met  en scène Meve, la reine de Lyrie et de Riv, un personnage encore inconnu dans la série des jeux vidéo The Witcher, mais cependant connue dans la saga littéraire.

## Galerie

Sortie en Pologne Wojna Krwi: Wiedźmińskie Opowieści
Sortie à l'international Thronebreaker: The Witcher Tales

## Système de jeu
D'après CD Projekt, le jeu propose une trentaine d'heures de contenu.

## Voix françaises
- Patrick Raynal : le conteur
- Juliette Degenne : Meve, la reine de Lyrie et de Riv
- Stéphane Ronchewski : Raynard
- Anatole de Bodinat : Gascon
- Alexandre Nguyen : Villem
- Georges Claisse : le comte Caldwell
- Bernard Lanneau : Ardal aep Dahy
- Gérard Darier : Gabor Zigrin
- Chloé Berthier : Rayle
- François Tavares : Eyck de Denesle
- Véronique Augereau : Isbel de Hagge
- Gérard Surugue : Barnabas Beckenbauer
- Benoît Allemane : Brouver Hoog
- Hervé Caradec : Demavend
- Daniel Njo Lobé : Geralt de Riv
- Damien Boisseau : Eldain

## Accueil
- Canard PC : 8/10[2]
- Jeuxvideo.com : 16/20[3]